# الحیضان
الحیضان یک منطقهٔ مسکونی در قطر است که در شهرداری الخور واقع شده‌است. الحیضان ۶٫۹ کیلومتر مربع مساحت دارد.